# 쑨저
쑨저(중국어: 孫喆, 일본어: 孫 まこと, そん まこと 손 마코토[*], 1996년 2월 21일 일본 가나가와현 ~ )는 일본기원 소속 바둑 기사이다.

## 생애 및 입상
- 1996년 2월 21일 일본 가나가와현 출생
- 2011년 입단
- 2012년 2단 승단, 제9회 나가노 컵 U20 선수권 우승(비공식전)
- 2014년 3단 승단
- 2015년 4단 승단
- 2017년 5단 승단, 제42기 일본 신인왕전 준우승(상대 시바노 토라마루)
- 2018년 6단 승단, 7단 승단
- 2019년 제44기 일본 신인왕전 우승(상대 고이케 요시히로)